# Мост Бэйпаньцзян (автодорога Шанхай — Куньмин)
Мост Бэйпаньцзян (кит. 北盘江特大桥) — мост, пересекающий ущелье реки Бэйпаньцзян, расположенный на границе уезда Гуаньлин городского округа Аньшунь и уезда Цинлун автономного округа Цяньсинань; 19-й по длине основного пролёта висячий мост в Китае. Является частью скоростной автодороги G60 Шанхай—Куньмин.

## Характеристика
Висячий мост с основным пролётом длиной 636 м. Мост расположен на высоте 318 м над рекой Бэйпаньцзян, что делает его одним из высочайших мостов в мире (17-е место в мире). Восточная мостовая опора имеет высоту 160 м.